# Obloha zítřka
Obloha zítřka je český komiks, který vycházel v letech 2012-2013 v časopisu ABC. Scenáristou byl Viktor Šauer a Michael Petrus. Ti spolu již předtím vytvořili komiks GEN7. Komiks vycházel půl roku a každý díl měl 4 stránky. Oproti GEN7 byla změněna stylizace, včetně letteringu, za který byl zodpovědný Mankin.

## Příběh
Tom byl uložen do hibernačního spánku, v kterém měl zůstat dokud se nenajde lék na jeho nemoc. Po 200 letech, v roce 2288, je probuzen průzkumnicí Lily. Nalézá post-apokalyptický svět, kdy většinu lidstva zabil neznámý virus a zbytky bojují o přežití v malých skupinkách. Tom se spolu s Lily a její skupinou musí vydat do hor, kde se má nacházet lék na jeho nemoc.

## Postavy
- Tom Storm - hlavní hrdina a člověk, který strávil 200 let v hibernačním spánku.
- Lily - průzkumnice, která nalezla Toma.
- Ťapka - pes, kterého si Tom ochočí.
- Patrik - neoficiální vůdce skupiny, do které Lily patří.